# Roche (Isère)
Pour les articles homonymes, voir Roche (homonymie).
Roche est une commune française située dans le département de l'Isère, en région Auvergne-Rhône-Alpes. La commune fait partie de Collines Isère Nord Communauté, dans la région géographique du Bas-Dauphiné.
Située à une quarantaine de kilomètres de Lyon, à 7 km de l'A43 et à 10 km de Bourgoin-Jallieu, Roche est une commune rurale proche des pôles industriels et commerciaux de la région Rhône-Alpes.
Les habitants de Roche sont dénommés les Rochois(e)s.

## Géographie

### Situation et description
Le territoire se développe du nord vers le sud à partir de l'axe routier (RD36) qui le sépare de la ville nouvelle devenu la communauté d'agglomération Porte de l'Isère (à laquelle la commune n'a pas adhéré) et à partir duquel s'élève le coteau menant au plateau de Roche. Le chef-lieu s'est développé sur le bord septentrional de ce plateau, sur la colline que domine l'église. Outre le village, plusieurs habitations se sont concentrées notamment sur la partie haute (hameaux du Rual et des Girauds) et basse (hameau de Saint-Bonnet) du coteau nord du plateau.
Plus éloignés les uns des autres, six ou sept hameaux assez denses sont dispersés sur les trois quarts sud du plateau. Des zones forestières se remarquent aux extrémités sud-est, ouest et nord du territoire traversé par trois ruisseaux. Dans la partie sud du territoire, les activités sont demeurées agricoles, caractère rural qu'a su également conserver le chef-lieu par la trame de ses bâtiments et le caractère de leur architecture.

### Hydrologie
Le territoire de la commune abrite la source du ruisseau du Bivet, cours d'eau d'une longueur de 16,7 km. Ce modeste ruisseau est un affluent de la Bourbre, mais il est lui-même sans affluent.
L'Aillat, un autre petit ruisseau d'une longueur de 9 km, également affluent de la Bourbre marque les limites du territoire de Roche avec les communes voisines de Villefontaine et de Four.

### Climat
Pour des articles plus généraux, voir Climat d'Auvergne-Rhône-Alpes et Climat de l'Isère.
En 2010, le climat de la commune est de type climat des marges montargnardes, selon une étude du Centre national de la recherche scientifique s'appuyant sur une série de données couvrant la période 1971-2000. En 2020, Météo-France publie une typologie des climats de la France métropolitaine dans laquelle la commune est exposée à un climat de montagne ou de marges de montagne et est dans la région climatique  Moyenne vallée du Rhône, caractérisée par un bon ensoleillement en été (fraction d’insolation > 60 %), une forte amplitude thermique annuelle (4 à 20 °C), un air sec en toutes saisons, orageux en été, des vents forts (mistral), une pluviométrie élevée en automne (250 à 300 mm). 
Pour la période 1971-2000, la température annuelle moyenne est de 11,2 °C, avec une amplitude thermique annuelle de 17,7 °C. Le cumul annuel moyen de précipitations est de 1 013 mm, avec 9,3 jours de précipitations en janvier et 6,7 jours en juillet. Pour la période 1991-2020, la température moyenne annuelle observée sur la station météorologique de Météo-France la plus proche, « Bourgoin », sur la commune de Bourgoin-Jallieu à 9 km à vol d'oiseau, est de 12,4 °C et le cumul annuel moyen de précipitations est de 844,0 mm,. Pour l'avenir, les paramètres climatiques de la commune estimés pour 2050 selon différents scénarios d'émission de gaz à effet de serre sont consultables sur un site dédié publié par Météo-France en novembre 2022.

### Voies de communication
Le territoire de Roche se situe à l'écart des grands axes routiers, mais il reste facilement accessible aux véhicules, notamment depuis l'autoroute A43 qui relie Lyon à Modane et qui permet de rejoindre directement les agglomérations de Grenoble, de Chambéry et l'aéroport de Lyon-Saint-Exupéry. Une sortie située à Villefontaine permet de rejoindre le bourg en empruntant la RD318, la RD313 et la RD126.
- 6 à 25 km : Villefontaine, La Verpillière, Vaulx-Milieu, L'Isle-d'Abeau-Parc Technologique

Le territoire communal est longé par la RD36 au nord du territoire. Il est également traversé par deux routes secondaires la RD124 et la RD126 qui permet de relier le bourg aux villages voisins.

### Transports publics
Autocars
Trains
La  gare ferroviaire la plus proche de la commune est la gare de La Verpillière, desservie par des trains TER Auvergne-Rhône-Alpes.

## Urbanisme

### Typologie
Au 1er janvier 2024, Roche est catégorisée commune rurale à habitat dispersé, selon la nouvelle grille communale de densité à sept niveaux définie par l'Insee en 2022.
Elle est située hors unité urbaine. Par ailleurs la commune fait partie de l'aire d'attraction de Lyon, dont elle est une commune de la couronne,. Cette aire, qui regroupe 397 communes, est catégorisée dans les aires de 700 000 habitants ou plus (hors Paris),.

### Occupation des sols
L'occupation des sols de la commune, telle qu'elle ressort de la base de données européenne d’occupation biophysique des sols Corine Land Cover (CLC), est marquée par l'importance des territoires agricoles (75,4 % en 2018), en diminution par rapport à 1990 (76,9 %). La répartition détaillée en 2018 est la suivante :
terres arables (45 %), zones agricoles hétérogènes (30,4 %), forêts (17,7 %), zones urbanisées (6,9 %). L'évolution de l’occupation des sols de la commune et de ses infrastructures peut être observée sur les différentes représentations cartographiques du territoire : la carte de Cassini (XVIIIe siècle), la carte d'état-major (1820-1866) et les cartes ou photos aériennes de l'IGN pour la période actuelle (1950 à aujourd'hui).

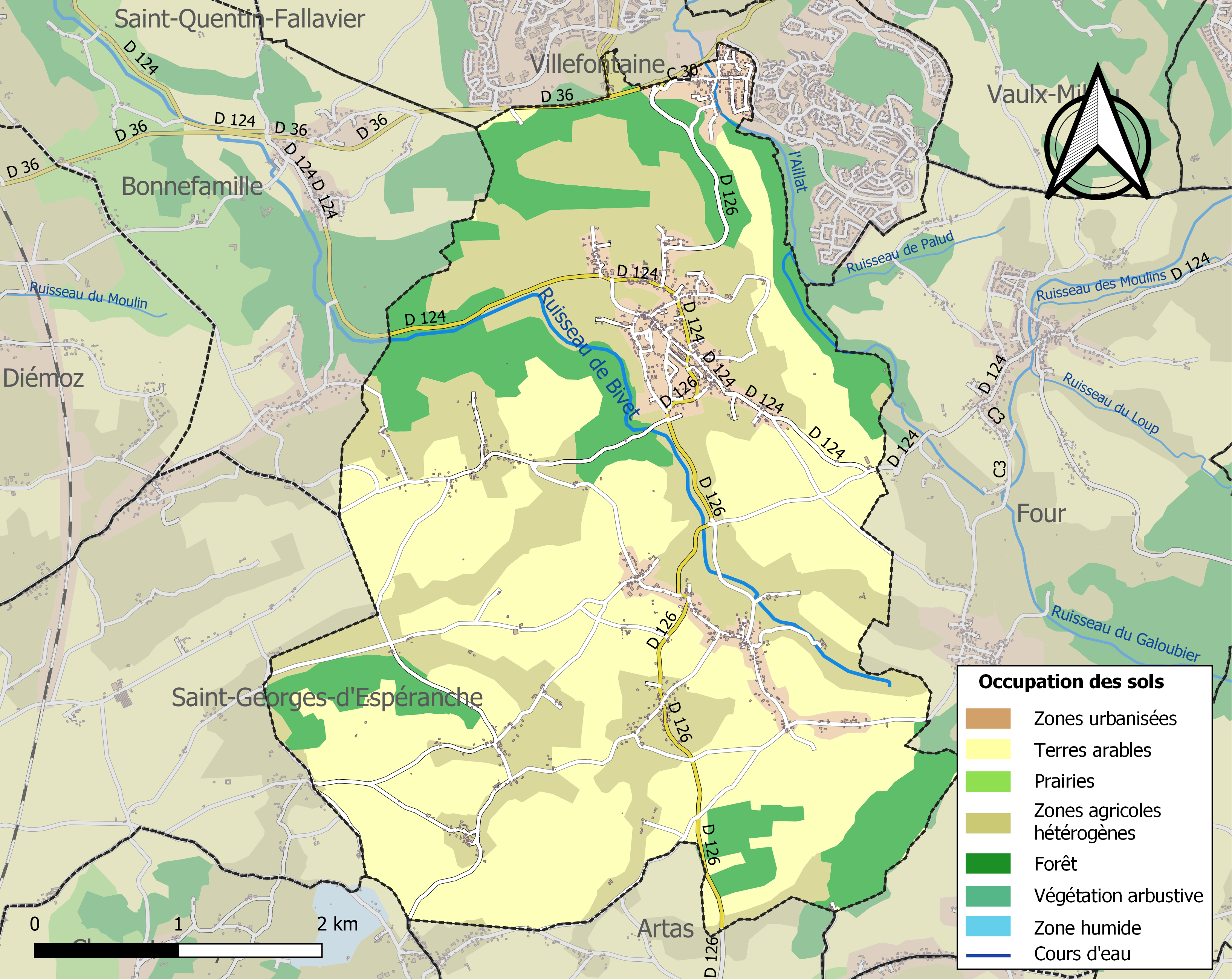
Carte des infrastructures et de l'occupation des sols de la commune en 2018 (CLC).

### Risques naturels et technologiques

#### Risques sismiques
La totalité du territoire de la commune de Roche est située en zone de sismicité no 3 (sur une échelle de 1 à 5), comme la plupart des communes de son secteur géographique.
| Type de zone | Niveau            | Définitions (bâtiment à risque normal) |
| ------------ | ----------------- | -------------------------------------- |
| Zone 3       | Sismicité modérée | accélération = 1,1 m/s2                |

## Histoire

### Antiquité et préhistoire
Les premières traces d'occupation humaine organisée sont à situer autour et dans le hameau de Saint-Bonnet, au nord du territoire. Un établissement gallo-romain y fut sans doute élevé, à proximité de la voie antique menant de Vienne à Bourgoin.

### Moyen Âge
Durant l'époque médiavale, le siège de l'autorité locale s'est placé sur les hauteurs, attirant à lui les habitations qui formèrent le premier village. Le fief de Roche dépendait du mandement de Maubec. On[Qui ?] a parlé aussi de baronnie de Roche, sans doute à l'époque moderne, quand les titres du seigneur possédant ce territoire, le seigneur de Vaulx, comportaient notamment celui de baron de Roche. Ont existé deux paroisses, celle de Roche autour de l'église Saint-André, et celle de Ville-et-Saint-Bonnet-de-Roche dont la chapelle actuelle était le lieu de culte principal.

### Époque contemporaine
Lors de la création de la ville nouvelle de L'Isle-d'Abeau dans les années 1970, une partie de la commune de Roche est intégrée par l'État en zone d'urbanisation nouvelle. En 1983, les élus de Roche, à l'instar de plusieurs autres communes du Syndicat communautaire d'agglomération nouvelle (SCANIDA) ont décidé de quitter la Ville Nouvelle, abandonnant une partie de son territoire, à proximité du hameau de Saint-Bonnet-de-Roche, à la commune voisine de Villefontaine (territoire qui deviendront les quartiers de Buisson-Rond et des Fougères).

## Politique et administration

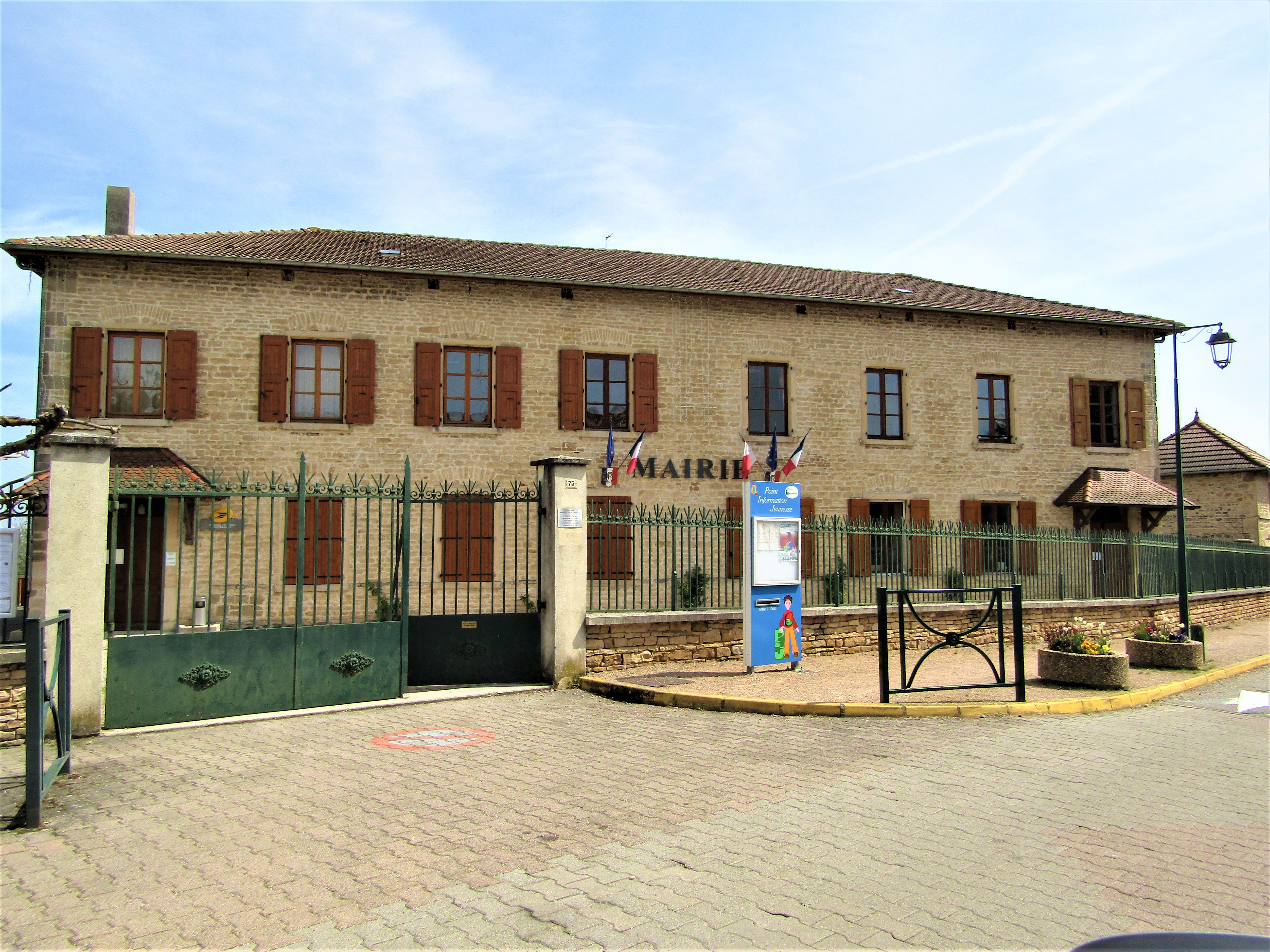
Mairie de Roche en avril 2019.

### Liste des maires
| Période                                  | Période  | Identité        | Étiquette | Qualité |
| ---------------------------------------- | -------- | --------------- | --------- | ------- |
| 1971                                     | 1981     | Gérard Vernay   | PCF       |         |
| 1981                                     | 1995     | Paul Vivier     |           |         |
| 1995                                     | 2001     | Jean Odet       |           |         |
| 2001                                     | 2014     | Jacques Milliat | UMP       |         |
| 2014                                     | En cours | Bernard Cochard | UMP-LR    |         |
| Les données manquantes sont à compléter. |          |                 |           |         |

### Tendances politiques et résultats
| Scrutin             | Scrutin             | 1er tour | 1er tour | 1er tour | 1er tour | 1er tour | 1er tour | 1er tour | 1er tour  | 1er tour | 1er tour | 1er tour | 1er tour | 2d tour | 2d tour | 2d tour | 2d tour | 2d tour | 2d tour |
| Scrutin             | Scrutin             | 1er      | 1er      | %        | 2e       | 2e       | %        | 3e       | 3e        | %        | 4e       | 4e       | %        | 1er     | 1er     | %       | 2e      | 2e      | %       |
| ------------------- | ------------------- | -------- | -------- | -------- | -------- | -------- | -------- | -------- | --------- | -------- | -------- | -------- | -------- | ------- | ------- | ------- | ------- | ------- | ------- |
| Présidentielle 2017 | Présidentielle 2017 |          | FN       | 29,88    |          | LR       | 21,71    |          | EM        | 20,27    |          | LFI      | 14,37    |         | EM      | 51,95   |         | FN      | 48,05   |
| Présidentielle 2022 | Présidentielle 2022 |          | RN       | 29,28    |          | LREM     | 26,28    |          | LFI       | 13,14    |          | REC      | 9,50     |         | LREM    | 50,45   |         | RN      | 49,55   |
| Législatives 2022   | 10e                 |          | RN       | 29,30    |          | Ren-Ens  | 27,46    |          | LFI-Nupes | 18,81    |          | LR       | 9,51     |         | Ren     | 52,40   |         | RN      | 47,60   |
| Législatives 2024   | 10e                 |          | RN       | 48,65    |          | Ren-Ens  | 23,77    |          | LFI-NFP   | 17,63    |          | LR       | 9,00     |         | RN      | 64,96   |         | LFI     | 35,04   |

## Population et société

### Démographie
L'évolution du nombre d'habitants est connue à travers les recensements de la population effectués dans la commune depuis 1793. Pour les communes de moins de 10 000 habitants, une enquête de recensement portant sur toute la population est réalisée tous les cinq ans, les populations de référence des années intermédiaires étant quant à elles estimées par interpolation ou extrapolation. Pour la commune, le premier recensement exhaustif entrant dans le cadre du nouveau dispositif a été réalisé en 2005.

En 2022, la commune comptait 2 189 habitants, en évolution de +9,83 % par rapport à 2016 (Isère : +3,07 %, France hors Mayotte : +2,11 %).
| 1793 | 1800  | 1806  | 1821  | 1831  | 1836  | 1841  | 1846  | 1851  |
| ---- | ----- | ----- | ----- | ----- | ----- | ----- | ----- | ----- |
| 983  | 1 095 | 1 179 | 1 411 | 1 487 | 1 513 | 1 603 | 1 590 | 1 576 |

| 1856  | 1861  | 1866  | 1872  | 1876  | 1881  | 1886  | 1891  | 1896  |
| ----- | ----- | ----- | ----- | ----- | ----- | ----- | ----- | ----- |
| 1 490 | 1 448 | 1 453 | 1 454 | 1 424 | 1 390 | 1 390 | 1 304 | 1 261 |

| 1901  | 1906  | 1911  | 1921  | 1926 | 1931 | 1936 | 1946 | 1954 |
| ----- | ----- | ----- | ----- | ---- | ---- | ---- | ---- | ---- |
| 1 208 | 1 182 | 1 173 | 1 025 | 995  | 961  | 921  | 922  | 857  |

| 1962 | 1968 | 1975 | 1982  | 1990  | 1999  | 2005  | 2006  | 2010  |
| ---- | ---- | ---- | ----- | ----- | ----- | ----- | ----- | ----- |
| 862  | 866  | 875  | 1 028 | 1 243 | 1 548 | 1 721 | 1 743 | 1 878 |

| 2015  | 2020  | 2022  | - | - | - | - | - | - |
| ----- | ----- | ----- | - | - | - | - | - | - |
| 1 926 | 2 150 | 2 189 | - | - | - | - | - | - |

### Enseignement
La commune est rattachée à l'académie de Grenoble (Zone A).

### Manifestations culturelles et festivités
- Course pédestre annuelle, habituellement le dimanche autour du 20 septembre : deux courses de 9 et 18 km sur routes et sentiers, à travers les champs et forêts, longeant l'étang de Bionne au 5e km. Départ à  8h 45 (9 km) et 9 h 05 (18 km), 10 h 45 pour les courses de jeunes, salle d'animation. Environ 1250 participants.

Plusieurs manifestations annuelles organisées par les classes successives des conscrits (classe d'âge atteignant 18 ans au cours de l'année courante) :
- tournées des œufs
- tournée des brioches
- vogue
- bals
- thés dansants

Fêtes : bal et feu d'artifice du 14-Juillet ; illuminations du 8 décembre ; Noël ; fête des écoles.
Il existe aussi une équipe de foot associé avec le village de Crachier et une équipe de basket associé avec Villefontaine+.

### Médias

#### Presse écrite
Historiquement, le quotidien à grand tirage Le Dauphiné libéré consacre, chaque jour, y compris le dimanche, dans son édition du Nord-Isère, un ou plusieurs articles à l'actualité du canton et quelquefois de la commune, ainsi que des informations sur les éventuelles manifestations locales, les travaux routiers, et autres événements divers à caractère local.

#### Presse audiovisuelle
La commune est située sur l'aire de diffusion de radio Ici Isère, une radio publique qui émet sur tout le territoire du département de l'Isère.

## Économie
La commune de Roche est à vocation agricole. Ses ressources sont le bois et les étangs. Ses productions principales sont et les fromages, la polyculture, l’élevage.

## Culture locale et patrimoine

### Lieux et monuments
- Château de Vaugelas
- Château du Rousset
- Chapelle de Saint-Bonnet, avec le mur gallo-romain
- Église Saint-André de Roche du XIXe siècle
- Poteries gallo-romaines des Bersoudière
- La pierre marquée la Belaudière
- La tombe du curé Fontanel
- Les poutres gravées
- Le moulin de Bionne (disparu).

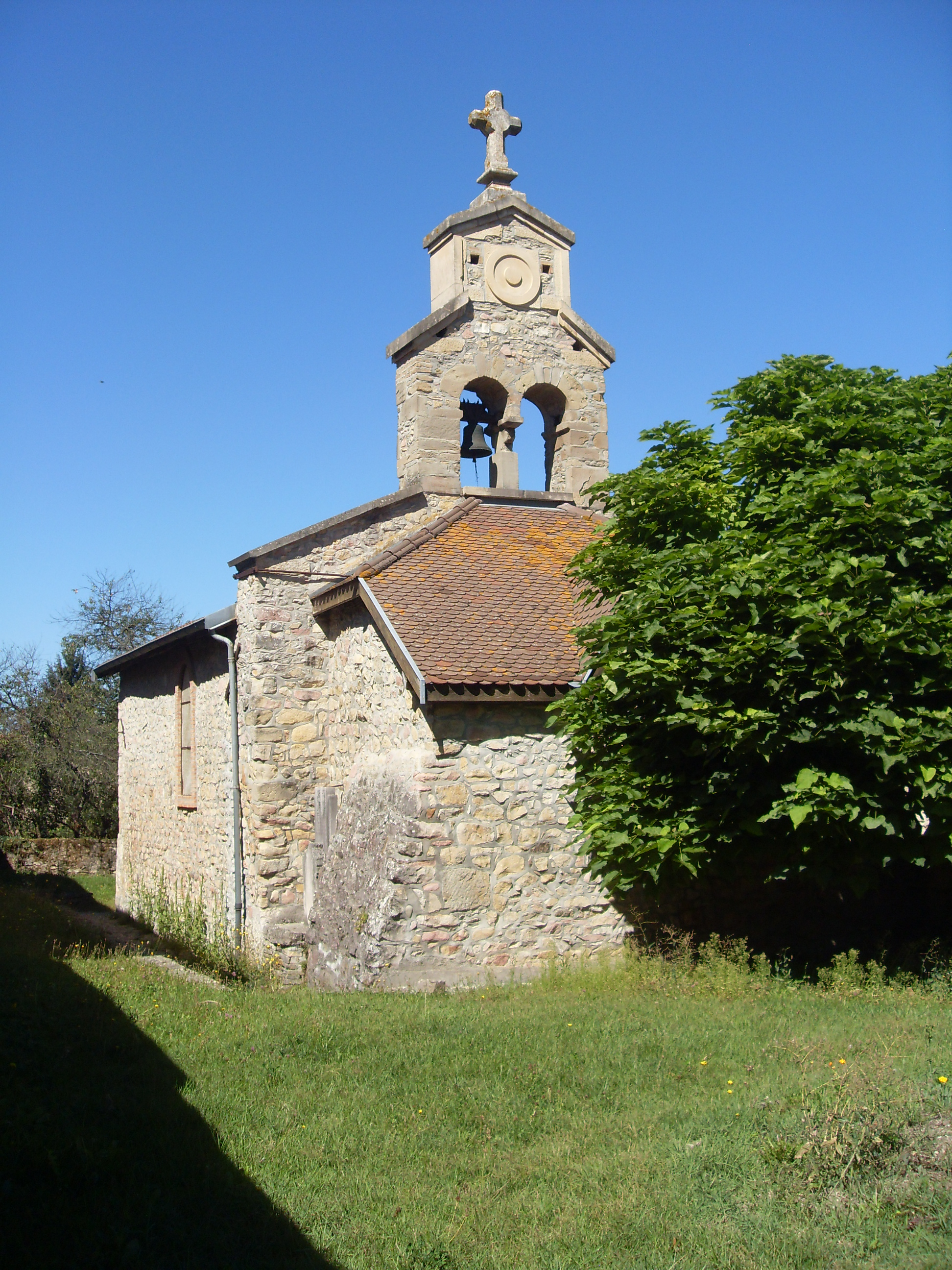
Chapelle de Saint-Bonnet.
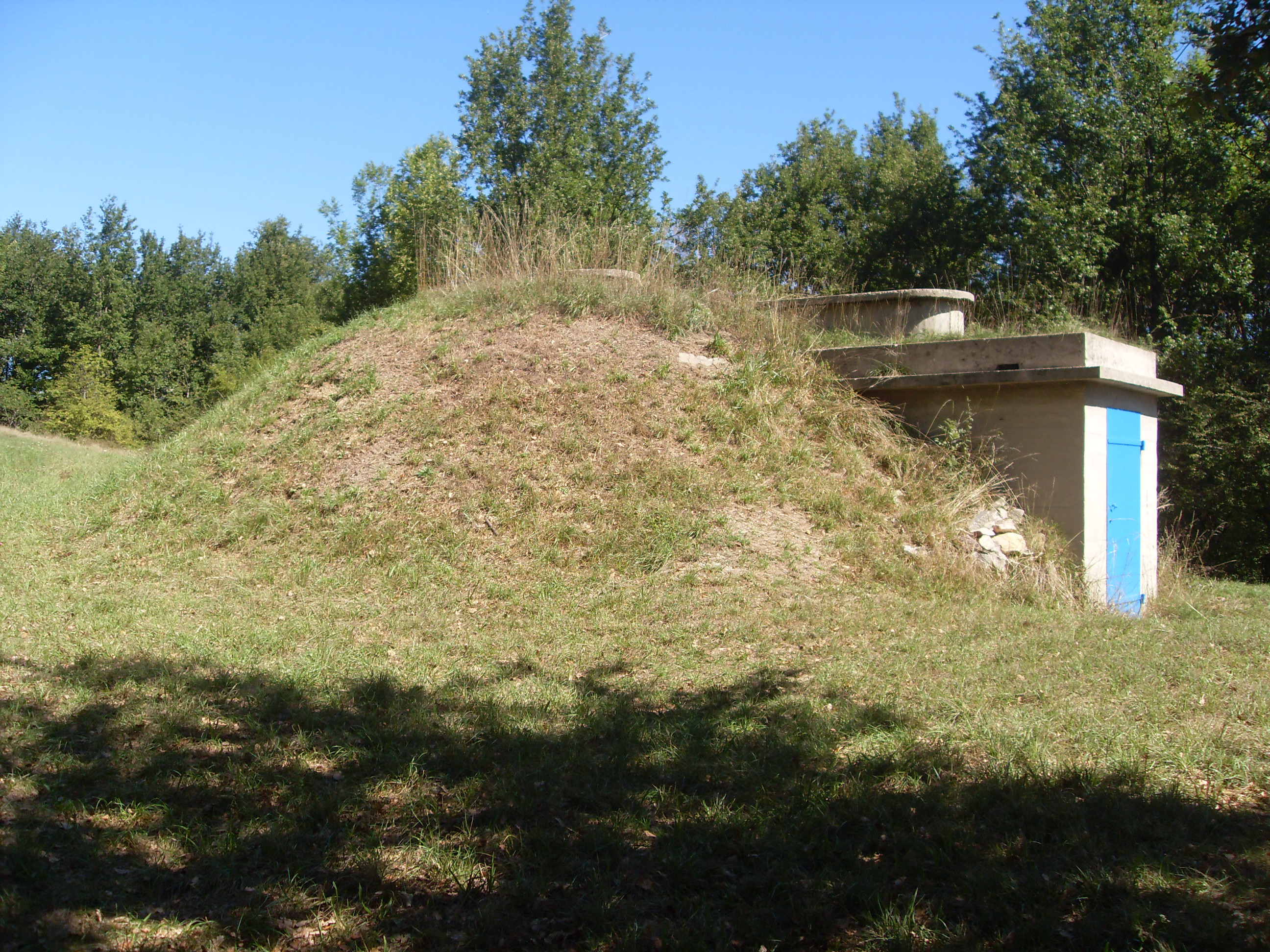
Le réservoir.

Avant 1983, le Pavillon des Quatre Vents était situé sur le territoire avant d'être rattaché à la commune de Villefontaine, à la suite d'échanges de terrain entre les deux communes Cette construction est labellisée « Patrimoine en Isère ».

### Patrimoine naturel
- Étang de Chavannel
- Étang du Rousset

### Héraldique, logotype et devise
| Blason de Roche | Blason  | D'azur au rocher d'argent terrassé d'or, à l'arbre au naturel brochant ; au chef tiercé en pal au 1er de sinople à l'épi de blé d'or posé en bande, au 2e d'or au dauphin d'azur, barbé, crêté, oreillé, peautré et lorré de gueules, au 3e de sinople au flanchis d'argent. |
| Blason de Roche | Détails | Le statut officiel du blason reste à déterminer. |